# Eunoumeana attracta
Eunoumeana attracta är en fjärilsart som beskrevs av Walker 1860. Eunoumeana attracta ingår i släktet Eunoumeana och familjen mätare. Inga underarter finns listade i Catalogue of Life.